# Fabio Blanco
Fabio Blanco Gómez (* 18. Februar 2004 in Almería) ist ein spanischer Fußballspieler. Der hauptsächlich beim FC Valencia ausgebildete Flügelspieler steht seit Januar 2025 beim portugiesischen Verein Marítimo Funchal unter Vertrag und spielt für diesen in der Liga Portugal 2.

## Karriere

### Im Verein
Fabio Blanco wuchs in der andalusischen Gemeinde La Mojonera bei Almería auf. Im Alter von 12 Jahren wurde er 2016 während eines Spiels vom Leiter der Jugendakademie des FC Valencias, José Jiménez, entdeckt. Dort durchlief er seitdem die Jugendmannschaften des Vereins und zog dabei u. a. das Interesse von FC Barcelona, Real Madrid, AC Mailand, Manchester City, Juventus Turin und FC Bayern München auf sich.
Zur Saison 2021/22 wechselte der 17-Jährige, der als herausragendes Talent seiner Altersklasse galt, ablösefrei in die Bundesliga zu Eintracht Frankfurt. Er unterschrieb einen Profi-Vertrag bis 2023 mit Option auf Verlängerung. Er war sowohl für die Profis als auch für die A-Junioren (U19) spielberechtigt. Als Grund für den Wechsel nach Frankfurt gab Blanco u. a. gute Entwicklungsmöglichkeiten, auch im internationalen Wettbewerb, und die Gespräche mit dem Frankfurter Sportdirektor Ben Manga an. Der erfolgreiche Transfer gilt auch deshalb als Verdienst Mangas, weil dieser sehr gute Beziehungen zu Blancos valencianischer Spieleragentur Leaderbrock unterhalten soll, mit der er bereits 2016 als Chefscout der Eintracht den Transfer von Omar Mascarell abwickelt hatte. Über seine Leistungen während der Sommervorbereitung wurde positiv berichtet. In der Hinrunde kam Blanco unter dem Cheftrainer Oliver Glasner jedoch in keinem Pflichtspiel zum Einsatz. Der Flügelspieler sammelte lediglich in acht Spielen mit der U19 in der A-Junioren-Bundesliga Spielpraxis und erzielte zwei Tore. Der Spieler äußerte seine Unzufriedenheit mit der Situation und wurde in der Winterpause zur Vereinssuche freigestellt.
Anfang Januar 2022 kehrte Blanco nach Spanien zurück und wechselte in die zweite Mannschaft des FC Barcelona. Er unterschrieb einen Vertrag bis zum 30. Juni 2024, der eine Ausstiegsklausel in Höhe von 100 Millionen Euro enthielt. Zur Saison 2023/2024 wechselte Blanco vorzeitig gegen eine Ablöse von 0,7 Millionen Euro zum FC Villarreal B in die Segunda División und wurde bis 2026 verpflichtet. Nachdem er in der ersten Hinrunde beim neuen Verein zweimal in der 2. Liga zum Einsatz gekommen war, wurde er für die Rückrunde an Cultural Leonesa in die drittklassige Primera Federación ausgeliehen, wo er achtzehn Spiele bestritt. Zum Saisonende 2023/2024 kehrte er zum FC Villarreal B zurück, der zwischenzeitlich ebenfalls in die Primera Federación abgestiegen war, und kam dort auf weitere siebzehn Liga-Einsätze.
Zur Winterpause 2024/2025 wechselte Blanco zum portugiesischen Zweitligisten Marítimo Funchal.

### In der Nationalmannschaft
Blanco spielte im Januar und Februar 2019 in drei Länderspielen (ein Tor) für die spanische U15-Nationalmannschaft und damit erstmals international. Zwischen Dezember 2019 und Februar 2020 folgten fünf Einsätze in der U16, wobei ihm ein Tor gelang. 2021 und 2022 war der Flügelspieler elfmal in der U18 und viermal in der U19 aktiv, erzielte dort jedoch keine Tore.